# Signori, in carrozza!
Signori, in carrozza! è un film del 1951 diretto da Luigi Zampa.

## Trama
Vincenzo Nardi, che svolge il lavoro di controllore di vagoni letto, è in servizio sulla tratta Roma-Parigi. L'uomo ha due famiglie: a Roma ha una trasandata moglie napoletana, il cui fratello è uno sfaccendato, mentre a Parigi frequenta Ginette, una piacente vedova con una figlia che considera Vincenzo un secondo padre. Per vari anni l'insolito stile di vita dell'uomo procede tranquillamente, senza che nessuna delle due famiglie sappia dell'esistenza dell'altra.
Quando a Vincenzo viene proposto di interrompere il faticoso servizio notturno per trasferirsi in una sede stabile, a sorpresa lui sceglie Parigi, intenzionato a separarsi dalla moglie di Roma e dal cognato per creare un legame duraturo con Ginette. Tutto si guasta quando suo cognato Gennaro, spinto dalla necessità di lasciare Roma in quanto ricercato per furto, decide di seguire Vincenzo a Parigi. Gennaro rintraccia subito il cognato a casa di Ginette e Vincenzo riesce a tenergli nascosta la sua relazione, tanto che Gennaro stesso corteggia la signora francese.
Alla fine si presenta a Parigi anche Clara, la moglie di Vincenzo, e l'irregolarità della situazione viene a galla. Ginette si sente tradita e non vuole più avere a che fare con Vincenzo, e lui si decide a tornare a Roma con Clara che è disposta a perdonarlo. Sulla via del ritorno i due riescono a liberarsi di Gennaro che riconosce di aver abusato della loro generosità e si ferma a Torino con l'intenzione, peraltro, non di cercarsi un lavoro e una vita indipendente, bensì di farsi mantenere da un'altra sua sorella lì residente.

## Produzione
In qualità di aiuto regista vi furono Mauro Bolognini, Leopoldo Savona e Jean Laviron.

## Critica
Gian Piero Brunetta mette in luce, riguardo a questo periodo, l'«integrazione progressiva dei letterati nel cinema», per cui in Signori, in carrozza! troviamo, tra gli sceneggiatori, il nome di Brancati così come si era trovato Alberto Moravia in Perdizione, ed, elencando, impegnati nel nuovo ruolo di sceneggiatori, scrittori quali Palazzeschi, Calvino, Pratolini ed altri. Lo stesso Brunetta vede quest'impegno, però, semplicemente come un «reclutamento di forza - lavoro intellettuale per la confezione di prodotti destinati ai mercati popolari».. È stato anche notato che Signori, in carrozza! «è considerato un po' una cenerentola tra i film di Zampa e Brancati, oscurato dalla fama di opere quali Anni difficili, Anni facili, L'arte di arrangiarsi. Alberto Moravia disse: «In questo film c'è un solo motivo veramente vitale: il raffronto tra scroccone e scroccato, fra il controllore dei vagoni letto e il suo impudente e insaziabile cognato».

## Distribuzione
Il film venne iscritto al Pubblico registro cinematografico con il n. 976. Presentato alla Commissione di Revisione Cinematografica il 20 settembre 1951, ottenne il visto di censura n. 10.612 del 25 settembre 1951, con una lunghezza della pellicola di 2.780 metri. Ebbe la prima proiezione pubblica il 18 ottobre 1951. Girato negli studi della Titanus alla Farnesina e gli esterni a Roma e Parigi.